# Бейпънар (вилает Чанаккале)
Бейпънар (на турски: Beypınarı) е село в околия Бига, вилает Чанаккале, Турция. Разположено на 75 – 90 метра надморска височина. Населението му през 2010 г. е 59 души, основно българи – мюсюлмани (помаци), преселили се от село Дерманци (дн. България) по времето на Руско-турската война. Местните се определят за турци, но говорят български и съседите ги смятат за помаци.